# Le Mystère des sables
Le Mystère des sables (The Riddle of the Sands) est un film d'espionnage britannique réalisé par Tony Maylam en 1979.

## Synopsis
À l'automne 1901, deux vacanciers britanniques vont empêcher un complot ourdit par l’Empire allemand visant à lancer une invasion maritime du Royaume-Uni.

## Distribution
- Michael York : Carruthers
- Jenny Agutter : Clara
- Simon MacCorkindale : Davies
- Alan Badel : Dollmann
- Jürgen Andersen : Von Brüning$
- Michael Sheard : Böhme
- Hans Meyer : Grimm
- Wolf Kahler : Kaiser Guillaume II
- Olga Lowe : Frau Dollmann
- Ronald Markham : Withers